# عصام ابوطوق
عصام ابوطوق (انگلیسی: Essam Abu Touk؛ زادهٔ ۱۹ سپتامبر ۱۹۷۷) بازیکن فوتبال اهل اردن بود.
از باشگاه‌هایی که در آن بازی کرده‌است می‌توان به باشگاه فوتبال الشباب اردن اشاره کرد.
وی همچنین در تیم ملی فوتبال اردن بازی کرده‌است.